# Podlesiec
Podlesiec (niem. Waldowshof) – wieś w Polsce położona w województwie lubuskim, w powiecie strzelecko-drezdeneckim, w gminie Dobiegniew. W najbliższej okolicy znajdują się miejscowości: Sarbinowo, Dębnik, Kępa Zagajna, Pokręt, Mierzęcin.
W latach 1975–1998 miejscowość administracyjnie należała do województwa gorzowskiego.
Miejscowość położona jest przy drodze wojewódzkiej nr 161. W miejscowości znajduje się stacja kolejowa przy linii kolejowej nr 351.

## Zabytki
Do wojewódzkiego rejestru zabytków wpisany jest:
- zespół folwarczny, z połowy XIX wieku:
  - dom
  - stajnia i spichlerz
  - stodoła
  - obora.